# Florence Dixie
Pour les articles homonymes, voir Dixie.
Florence Caroline Dixie (née Florence Douglas à Dumfries, 24 mai 1855 - 7 novembre 1905), est une voyageuse, correspondante de guerre et militante féministe britannique.

## Famille et jeunesse
Née en Écosse à Cummertrees, Dumfries, Lady Florence Douglas était la fille d'Archibald Douglas (8e marquis de Queensberry) et de son épouse Caroline, fille du général William Clayton, 5e baronnet (1786-1866), député de la circonscription de Great Marlow. Elle eut un frère jumeau, Lord James Douglas (mort en 1891), une sœur aînée, Lady Gertrude Douglas (1842-1893), et trois frères aînés,  John Douglas, 9e marquis de Queensberry, qui donna son nom aux règles de la boxe et fut à l'origine de la condamnation en justice et de la déchéance d'Oscar Wilde ; Lord Francis Douglas (1847–1865), mort dans un accident d'alpinisme lors de la première ascension du Cervin ; et Lord Archibald Douglas (1850–1938) qui devint prêtre catholique,.
En 1860, le père de Lady Florence mourut dans ce qui fut présenté comme un accident de chasse mais était plus probablement un suicide. En 1862 sa veuve se convertit, ainsi que ses deux plus jeunes enfants Florence et son frère James, au catholicisme, les amenant vivre pendant deux ans à Paris, ce qui amena les tuteurs des enfants à menacer Lady Queensberry de lui retirer la garde de ceux-ci, une possibilité réelle à un moment où les droits des femmes étaient très limités. Plus tard, Lady Florence mena campagne contre de telles injustices en abordant notamment le sujet dans son livre The Story of Ijarn (1903).
Lady Florence fut alors instruite à la maison et, après son retour de Paris, dans un couvent. Elle détestait la discipline répressive de l'école et le dogmatisme de son enseignement religieux et se mit à écrire de la poésie. Ses œuvres d'enfance furent publiées en 1902 sous le titre Songs of a Child et le pseudonyme de Darling.
Dès son plus jeune âge, Florence a montré un amour du sport et des voyages et un don pour l'écriture.

## Mariage et enfants

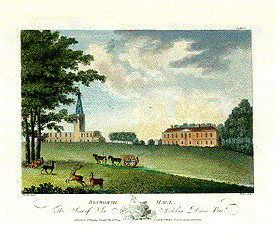
Bosworth Hall dans le Leicestershire.

Le 3 avril 1875, à l'âge de 19 ans, Florence Douglas épousa Sir Alexander Beaumont Churchill Dixie, 11e baronet (1851-1924), connu sous le sobriquet de Sir A.B.C.D. ou Beau,. Le jeune couple s'établit dans un premier temps à Bosworth Hall (en), près de Market Bosworth dans le Leicestershire. Ils eurent deux fils, George Douglas (né le 18 janvier 1876) qui devint plus tard le 12e Baronet, et Albert Edward Wolstan (né le 26 septembre 1878 et mort en 1940) qui eut pour parrain le prince de Galles,. Sir Alexander Beaumont Dixie fut high sheriff du Leicestershire à partir de 1876. En 1877, Lady Florence publia son premier livre, Abel Avenged: a Dramatic Tragedy.
Le couple partagea le goût de l'aventure et de la vie au grand air mais une ombre vint ternir le tableau du fait de leur passion immodérée pour le jeu à grosses mises, au point que la demeure ancestrale et les propriétés du mari durent être vendues pour payer leurs dettes. Par la suite, le couple vint s'établir dans les années 1880 à Glen Stewart, une des demeures du domaine écossais de Kinmount de Lord Queensberry, qui fut la résidence de la mère de Florence, la marquise douairière de Queensberry.

## Globe-trotteuse et journaliste

### La Patagonie
Fatiguée de la vie mondaine anglaise, Dixie visita la Patagonie avec son mari, deux de ses frères et Julius Beerbohm (en), un ingénieur, écrivain et explorateur, en 1878 et 1879. Là, elle pratiqua la chasse en prenant goût aux venaisons. Lors de l'une de ses randonnées, l'équipée fut prise dans un important feu de prairie et le cheval de Lady Florence boula sous elle. À son retour au pays, Florence rédigea son ouvrage Across Patagonia (1880). Un hôtel de Puerto Natales dans la partie chilienne de la Patagonie est appelé Hotel Lady Florence Dixie en son honneur,. De son voyage en Patagonie, Dixie avait ramené un jaguar qu'elle baptisa Affums et garda comme animal de compagnie mais Affums tua plusieurs daims dans le parc de Windsor et dut être placé dans un zoo.

### L'Afrique australe

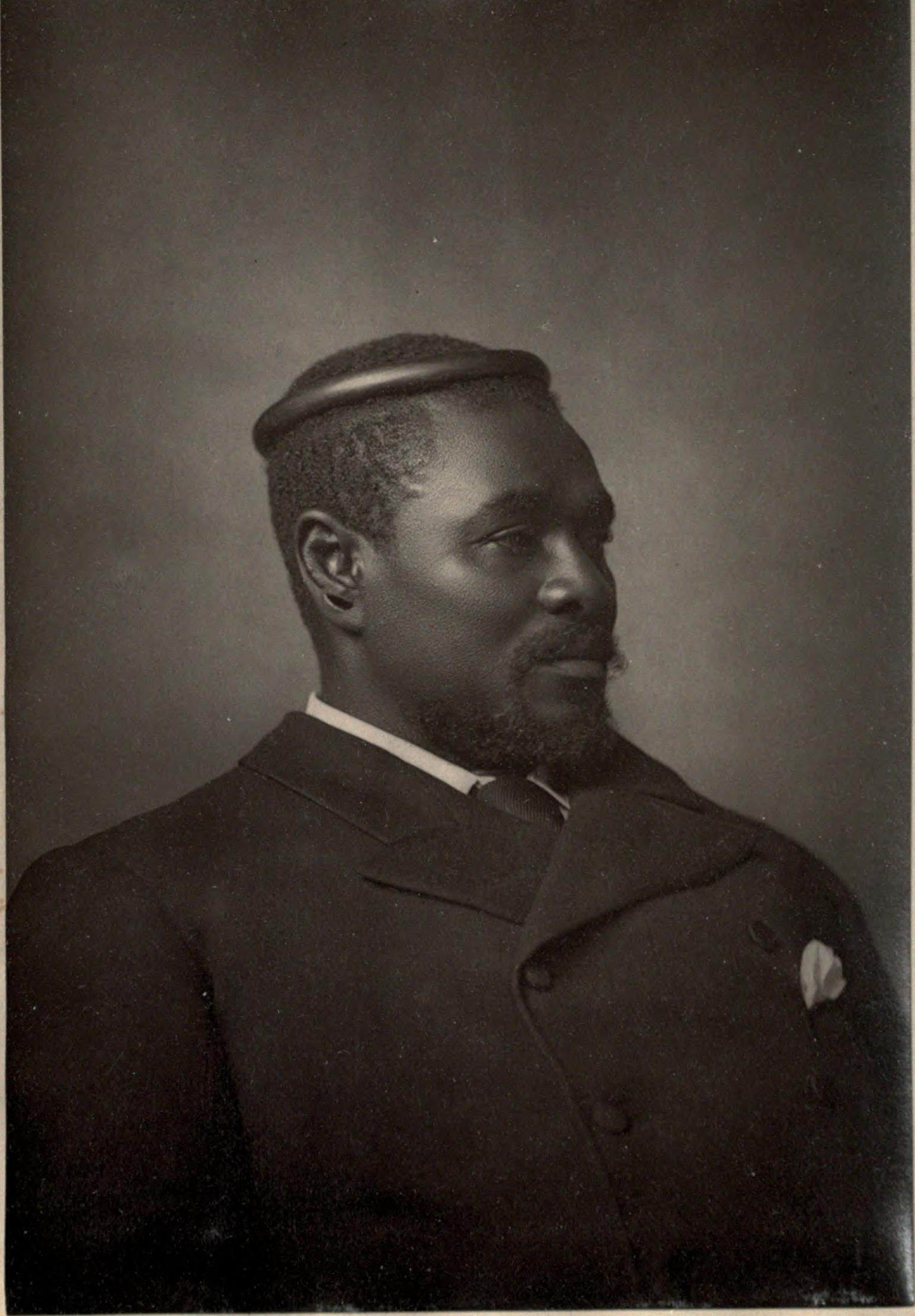
Le roi zoulou Cetshwayo en 1885.

En 1881, Dixie fut dépêchée comme correspondante de guerre du Morning Post de Londres pour couvrir la première guerre des Boers (1880-1881) et les suites de la guerre anglo-zouloue. Son mari l'accompagna en Afrique du Sud. Au Cap, elle séjourna chez le gouverneur de la Colonie du Cap. Elle visita le Royaume zoulou et à son retour interviewa le roi zoulou Cetshwayo, tenu en détention par les Britanniques.
Ses reportages, suivis par la publication de ses livres A Defense of Zululand and Its King from the Blue Book (1882) et In the Land of Misfortune (1882), furent pour une bonne part à l'origine de la brève restauration sur le trône de Cetshwayo en 1883,. Son ouvrage In the Land of Misfortune laisse poindre son ambivalence entre son individualisme et son adhésion à l'impérialisme britannique mais dans l'ensemble, en dépit de ses sympathies pour la cause zouloue et le roi Cetshwayo, elle resta de cœur une militante de la cause impérialiste.

## Militante politique et féministe

### La question irlandaise et les allégations de tentatives d'attentats
Dixie fut une rédactrice enthousiaste de lettres aux journaux sur des thèmes et sujets libéraux et progressistes, en ce compris pour soutenir la Home Rule irlandaise. Son article The Case of Ireland a été publié dans le Vanity Fair le 27 mai 1882. Néanmoins, elle se montra critique à l'égard de l'Irish Land League (en) et des Fenians qui tentèrent en 1883 de l'assassiner, tentative à la suite de laquelle la reine Victoria lui envoya son serviteur John Brown à des fins d'enquête.
En date du 19 mars 1883 le New York Times rapporta en effet en première page une agression contre Lady Florence Dixie par deux hommes déguisés en femmes sous la manchette :  A DASTARDLY IRISH CRIME - AN ATTEMPT TO ASSASSINATE LADY FLORENCE DIXIE. SHE IS WAYLAID BY TWO MEN DISGUISED IN WOMEN'S CLOTHES - HER LIFE SAVED BY A ST BERNARD DOG. Le 30 mars, le journal publia un second article, sous le titre : LADY FLORENCE DIXIE'S OWN STORY. - From the Pall Mall Gazette of March 19 :

« Des rapports font état d'une tentative d'assassinat de Lady Florence Dixie à sa résidence, The Fishery, située près de la Tamise et à quelque deux miles et demie de Windsor. Lady Florence Dixie donne la relation des faits suivante : « Je marchais, longeant The Fishery, hier soir vers 4 heures 30, lorsque deux femmes très grandes s'approchèrent et me demandèrent l'heure. Je répondis que je n'avais pas ma montre avec moi et, me détournant, les laissai. Ouvrant une petite porte qui donnait sur les terrains privés du Capt Brocklehurst, des Blues, je me dirigeais vers une barrière et m'apprêtais à la franchir quand j'entendis la porte s'ouvrir derrière moi et les deux femmes me suivre. D'une manière ou d'une autre, j'ai senti que quelque chose n'allait pas et me suis arrêtée, m'appuyant sur le rail puis, les voyant arriver, je suis allée à leur rencontre. Celle de droite s'est avancée et m'a saisie par le cou, et sous la force de la prise me terrassant, j'ai senti qu'il ne s'agissait pas d'une femme qui me jetait à terre. Dans la seconde suivante j'ai vu l'autre soi-disant femme sur moi et je me souviens avoir aperçu l'acier d'un couteau venir droit sur moi, tenu par la main de cette personne. Il a frappé à travers mes vêtements et contre les baleines de mes dessous qui détournèrent le coup, ne faisant qu'égratigner la peau. Le couteau a été rapidement retiré pour porter un autre coup. Je l'ai saisi à deux mains et criai aussi fort que je le pouvais, lorsque la personne qui m'a jeté à terre en premier m'a poussé une grosse poignée de terre dans la bouche et m'a presque étouffée. Comme le couteau m'était arraché des mains, un très grand et puissant Saint-Bernard qui m'accompagnait a déboulé du bois et la dernière chose dont je me souviens c'est de voir la personne avec le couteau repoussée par lui. Puis j'ai entendu un bruit confus de roues en mouvement et je ne me souviens plus de rien. Quand je revins à moi j'étais toute seule. D'après ce que j'ai vu du couteau, je crois qu'il s'agit d'un poignard, et les personnes étaient sans doute des hommes. Elles étaient vêtues de vêtements longs et étaient anormalement grandes pour des femmes ; celui qui m'a frappé portait voile épais, descendant jusqu'à la bouche, l'autre était dévoilé, mais je n'ai pas remarqué grand-chose de son visage. Ce sont là toutes les informations que je puisse donner. Ma tête est très confuse et pénible, et je pense qu'ils ont dû m'assommer. Il s'agit là d'un gribouillis illisible, mais mes mains sont bien entaillées et j'ai beaucoup de mal à écrire ». Lady Ripon et H. Ponsonby appelèrent hier avec un message de sympathie de la reine pour Lady Florence. »

Cependant, le New York Times du 8 avril 1883 publia un nouvel article, intitulé GRAVE ENGLISH TOPICS : LADY FLORENCE DIXIE, THE IRISH AND Mr PARNELL From the Pall Mall Gazette of March 19 :

« Londres, 21 mars. Il a été hardiment suggéré par la St. James's Gazette que Lady Florence Dixie s'abuse au sujet des faits dramatiques qui ont attiré tant d'attention ces dernières quarante-huit heures. Il est possible que cette audacieuse suggestion se justifie quand ces lignes seront publiées. Le journal tory ne croit pas du tout que Sa Grâce ait été attaquée. D'autres partagent cette opinion. Dans une semaine, le public pourrait la partager aussi. »

Quand Florence Dixie mourut en novembre 1905, le même New York Times publia un article nécrologique intitulé LADY FLORENCE DIXIE DEAD annonçant que « l'auteur, champion des droits de la femme et correspondant de guerre » était décédé le 7 novembre « à son domicile de Glen Stuart, Dumfriesshire » et comprenant le passage suivant : « Lady Florence Dixie était un membre de la famille Queensberry et avait hérité de l'excentricité aussi bien que de la malice de nombre de ses membres. Il y a quelques années, elle a surpris Londres en déclarant qu'elle avait été kidnappée par de présumés agitateurs irlandais et détenue en captivité pendant quelques jours. Son histoire n'a jamais été démentie mais jamais non plus prouvée et nombre de personnes disent que toute l'affaire a été inventée »,.

### L'émancipation féminine
Dixie soutint des positions tranchées en matière d'émancipation féminine, proposant que les sexes soient égaux dans le mariage et le divorce, que la couronne puisse être héritée par l'aîné des enfants du monarque sans considération de sexe et même qu'hommes et femmes portent les mêmes vêtements. Elle était membre de la National Union of Women's Suffrage Societies et sa nécrologie dans la Englishwoman's Review (en) soulignait son soutien à la cause du suffrage des femmes : Lady Florence… threw herself eagerly into the Women's Movement, and spoke on public platforms.
En 1890, Dixie publia un remarquable roman utopique, Gloriana, or the Revolution of 1900, qui a été décrit comme un « roman de science-fiction féministe ». Dans ce récit, les femmes obtiennent le droit de vote comme conséquence de l'élection de l'héroïne, Gloriana, à la Chambre des communes après s'être faite passée pour un homme, Hector l'Estrange, ce dernier personnage étant clairement inspiré par Oscar Wilde. Le récit se termine en 1999 par la description d'un Royaume-Uni prospère et pacifique gouverné par les femmes. Dans la préface, Florence Dixie propose non seulement le droit de vote pour les femmes mais aussi la mixité de l'éducation et à l'accessibilité égale à toutes les professions et positions. Elle va plus loin en disant :

« La Nature a sans compter donné à la femme une puissance intellectuelle supérieure. Cela est perceptible dès l'enfance … mais l'homme s'évertue à battre en brèche cette preuve précoce de capacité mentale en imposant cette loi selon laquelle l'éducation de la femme doit être inférieure à celle de l'homme… j'affirme à ces estimés gentlemen que cela est arbitraire et cruel, et faux par nature. Je qualifierai cela par le mot d'« infâmie ». Cela a été le moyen d'envoyer au tombeau anonymement et sans gloire ni reconnaissance des milliers de femmes dont l'intelligence supérieure a été gaspillée et la propension au Bien paralysée et entravée. »

Florence Dixie joua un rôle déterminant dans la fondation du football féminin, organisant des matches-exhibitions pour des œuvres charitables et en 1895 elle devint présidente du British Ladies' Football Club, stipulant que « les filles devait entrer dans l'esprit du jeu avec de l'âme et du cœur ». Elle mit sur pied la tournée d'un club féminin londonien en Écosse,.
Dans les années 1890, sa perception de la chasse changea radicalement et dans son livre The Horrors of Sport (1891) elle la condamna comme cruelle.

## Apparence

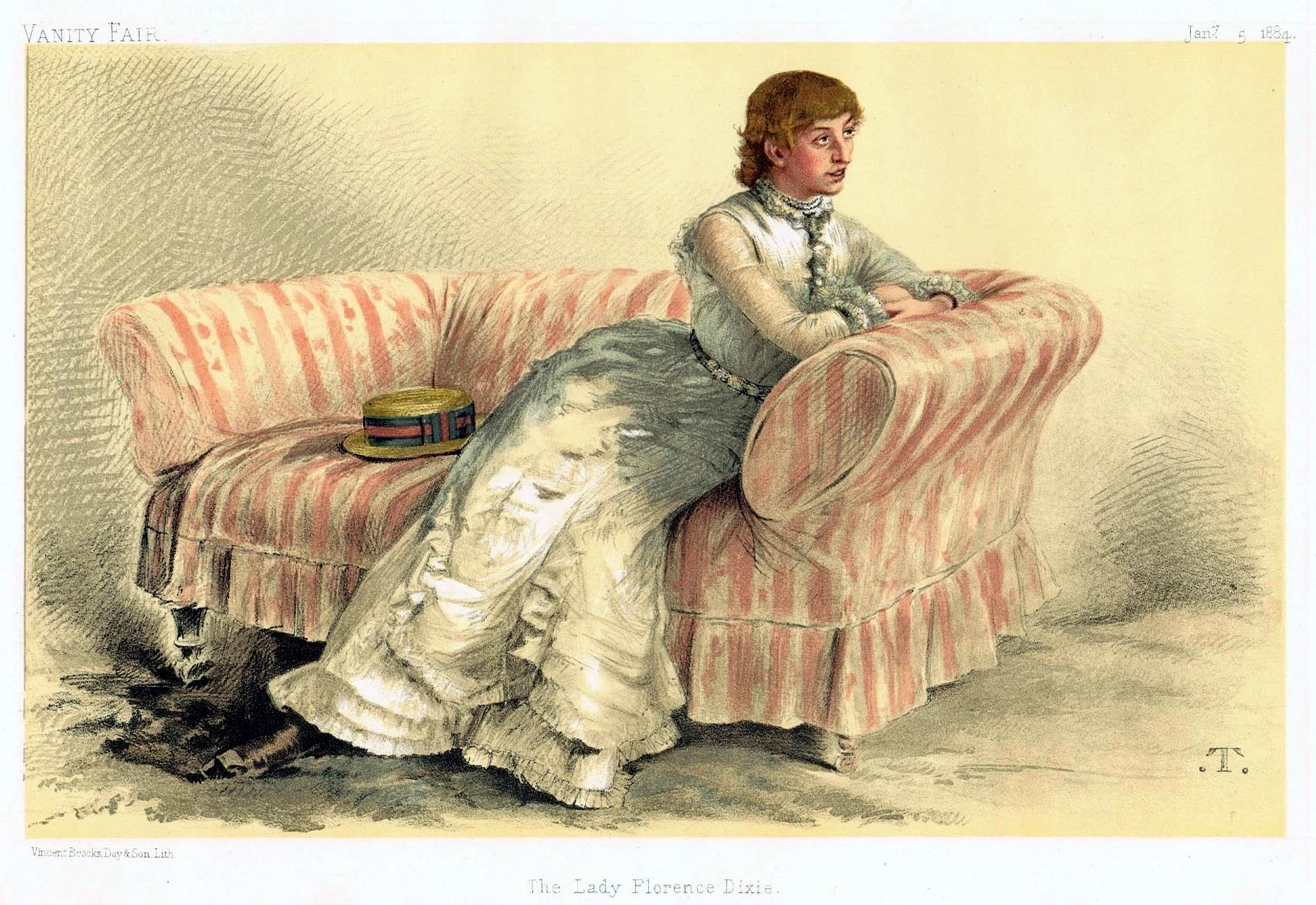
Lady Florence Dixie par Théobald Chartran, Vanity Fair, 5 janvier 1884.

Une lithographie monochrome d'Andrew Maclure a été publiée en 1877, une copie étant présentée à la National Portrait Gallery.
Une autre chromolithographie plus représentative, due à Théobald Chartran, apparut dans Vanity Fair en 1884 et fait partie de la longue série des caricatures publiées dans le magazine entre 1868 et 1914. Il s'agissait d'images en couleurs représentant les notabilités du temps, chacune accompagnée d'une brève biographie dithyrambique. Parmi les milliers de personnages ainsi honorés ne figurent que 18 femmes. Quand Dixie fut présentée dans les pages du magazine le 5 janvier 1884, elle rejoignit ainsi un petit groupe comprenant Isabelle II d'Espagne (1869), Sarah Bernhardt (1879), la princesse de Galles (1882) et Angela Burdett-Coutts, 1re baronne Burdett-Coutts (1883). La princess royale Victoria et l'impératrice Élisabeth d'Autriche suivirent plus tard en 1884.

## Descendance
Le fils aîné de Lady Florence Dixie, Sir Douglas Dixie, 12e baronet (18 janvier 1876 - 25 décembre 1948) servit dans la Royal Navy comme midshipman et breveté dans les King's Own Scottish Borderers en 1895. Le 26 novembre 1914, il est promu capitaine à titre temporaire au 5e bataillon des KOSB. Il épousa Margaret Lindsay, fille d'Alexander, 8e Baronet Jardine, et en 1924 succeda à son père au titre de Baronet Dixie. À sa mort en 1948, son fils Alexander Archibald Wolstan (8 janvier 1910 - 28 décembre 1975) devint le 13e et dernier Baronet Dixie. Marié en secondes noces à Dorothy Penelope (Lady Dixie) King-Kirkman en 1950, il est le père de deux filles Eleanor Barbara Lindsay et Caroline Mary Jane.
Le petit-fils de Lady Florence Dixie, Sir Wolstan Dixie, écrivit une autobiographie intitulée Is it True What They Say About Dixie? The Second Battle of Bosworth et publiée en 1972. Le titre fait référence à une chanson des années 1940 de Irving Caesar, Samuel Lerner et Gerald Marks enregistrée par Al Jolson en 1948.

## Un environnement familial difficile
Plusieurs membres de la famille Queensberry souffrirent de désordres mentaux. Comme déjà signalé plus haut, il est fort probable que le père de Lady Florence se soit suicidé. Son frère jumeau, Lord James Douglas, surnommé Jim par sa parentèle, était profondément attaché à elle et fut très affecté par son mariage. En 1885, il essaya d'abuser d'une jeune fille et par la suite devint de plus en plus perturbé. En 1888, il épousa une femme riche, mère d'un garçon de dix ans mais le mariage tourna au désastre. Séparé de sa jumelle Florrie, James sombra dans la dépression et en 1891 se suicida en se tranchant la gorge.
Le frère aîné de Lady Florence, le 9e marquis de Queensberry, est resté célèbre pour sa contribution au noble art de la boxe et pour avoir précipité la chute de l'écrivain Oscar Wilde. Les Règles du Marquis de Queensberry, rédigées en 1865 par John Graham Chambers et publiées en 1867, furent vivement promues par le jeune Queensberry, boxeur amateur enthousiaste, et furent dès lors associées à son nom. En 1887, Queensberry et sa femme Sibyl Montgomery divorcèrent. Dans les années 1890, leur plus jeune fils, Alfred Bruce Douglas (1870–1945), entretint une relation intime avec Wilde, à la fureur de son père qui accusa l'écrivain de « s'afficher comme un somdomite » (sic). Wilde assigna Queensberry en justice pour diffamation, une démarche malencontreuse qui amena finalement sa condamnation judiciaire et sa déchéance.
Le petit-neveu de Lady Florence, Raymond Douglas (1902-1964), enfant unique de Lord Alfred, passa le plus clair de sa vie dans un hôpital psychiatrique.

## Œuvres

### Livres
- Abel Avenged: a Dramatic Tragedy (Londres, Edward Moxon, 1877)[10]
- Across Patagonia (Édimbourg, Bentley, 1880)[10]
- Waifs and Strays: The Pilgrimage of a Bohemian Abroad (Londres, Griffith, Farren Okeden and Welsh, 1880, 60 p.)[31]
- In the Land of Misfortune (Londres, Richard Bentley, 1882, 434 p.)[31]
- A Defense of Zululand and Its King from the Blue Books (Londres, Chatto and Windus, 1882, 129 p.)[31]
- Redeemed in Blood (Londres, Henry & Co., 1889)[10]
- Gloriana, or the Revolution of 1900 (Londres, Henry & Co., 1890)[19],[20]
- The Young Castaways, or, The Child Hunters of Patagonia (1890), for children[4]
- Aniwee, or, The Warrior Queen (1890), for children[4]
- Isola, or the Disinherited : A Revolt for Woman and all the Disinherited (Londres, Leadenhall Press, 1902)[10]
- The Story of Ijain, or the Evolution of a Mind (Londres, 1903)[10]

### Essais et articles de presse
- « The Case of Ireland » in Vanity Fair, du 27 mai 1882[10]
- « Cetshwayo and Zululand » in Nineteenth Century Volume 12 #2 (août 1882) p. 303–312[10],[31]
- « In the Land of Misfortune » (1882)[14]
- « On Cetshwayo and his Restoration » in Vanity Fair, 12 juillet 1884, p. 21–22[10]
- « Memoirs of a Great Lone Land » in Westminster Review, volume 139 (mars 1893) p. 247–256[10],[31]
- « The True Science of Living : The New Gospel of Health » in Westminster Review, volume 150 (1898) p. 463–470[10]
- The Horrors of Sport (Humanitarian League (en) publication no 4, 1891)[5]
- The Mercilessness of Sport (1901)[4]
- Introduction to Joseph McCabe's Religion of Woman (1905)[3]

### Correspondance
Ses écrits non publiés comprennent :
- Florence Dixie to William Gladstone, August 11, 1882 (British Library: Gladstone Papers 391, Add. MS. 44476, f. 127)[10]
- Florence Dixie to William Gladstone, October 23, 1883 (British Library: Gladstone Papers 391, Add. MS. 44483, f. 257)[10]
- Florence Dixie to William Gladstone, May 21, 1890 (British Library: Gladstone Papers 425, Add. MS. 44510, f. 34)[10]
- Florence Dixie to M. Clodd, July 3, 1903 (University of Leeds: Brotherton Collection)[10]
- Correspondance avec Lord Kimberley (bibliothèque bodléienne, Oxford)[4]

### Écrits sur Lady Florence Dixie
- « Woman's Mission » in Vanity Fair, 16 août 1884, p. 114–116[10]
- « Woman's Mission » in Vanity Fair, 23 août 1884, p. 134–135[10]